# Working@office
working@office ist eine Fachzeitschrift für Büroorganisation. Sie erscheint monatlich bei Media For Work, einem kleinen Fachverlag innerhalb des VNR Verlag für die Deutsche Wirtschaft.

## Geschichte
Ihren Ursprung hat die Zeitschrift im Jahr 1956, als vom Betriebswirtschaftlichen Verlag Th. Gabler das Magazin Gabriele aufgelegt wurde. Die Benennung lehnte sich dabei an ein frühes Schreibmaschinenmodell an. 1974 und 1986 erfolgten die ersten Umbenennungen – erst zu Die Sekretärin, dann zu Sekretariat.
Die bislang letzte große Änderung des Namens (in Working @ Office) fand 1999 statt. Darunter gab es allerdings fortlaufend eine Reihe von Detailänderungen in der Unterzeile:
- Fachzeitschrift für Sekretariat und Assistenz (April 1999)
- Magazin für die Frau im Büro (Februar 2000)
- Magazin für modernes Büromanagement (Februar 2007).

Der Übergang der Zeitschrift in das Portfolio von Springer Fachmedien Wiesbaden zum Jahreswechsel 2009/2010 hatte keine Auswirkungen auf die Bezeichnung. Erst mit der Veräußerung an den VNR-Verlag im Februar 2013 wurden die Unterzeile und die verbleibenden Leerzeichen im Titel gestrichen.

## Zielgruppe und Inhalte
Die Zielgruppe der Zeitschrift sind die Assistentinnen von Vorständen, Geschäftsleitungen und Teams. Themen sind unter anderem Büromanagement, Korrespondenz, Fremdsprachen und Kommunikation.

## Auflagenentwicklung
Mit einer gedruckten Auflage von 20.000 Stück bezeichnet der Verlag das Magazin in den Mediadaten als die auflagenstärkste Fachzeitschrift ihres Segments im deutschsprachigen Raum.
Gemäß IVW-Auswertung ist die verbreitete Auflage von deutlich über 60.000 Exemplaren im Jahr 1999 binnen 15 Jahren um rund 75 % auf unter 16.500 Exemplare im vierten Quartal 2014 gefallen, um sich dann bei etwas über 17.000 Exemplaren zu stabilisieren.
Die Auflage wird seit dem vierten Quartal 2021 nicht mehr der IVW gemeldet. Im dritten Quartal 2021 lag die verkaufte Auflage bei 7.073 Exemplaren. Die verbreitete Auflage lag bei 14.091 Exemplaren. 
| 1998  | 1999  | 2000  | 2001  | 2002  | 2003  | 2004  | 2005  | 2006  | 2007  | 2008  | 2009  | 2010  | 2011  | 2012  | 2013  | 2014  | 2015  | 2016  | 2017  | 2018  | 2019  | 2020  | 2021 | 2022 | 2023 | 2024 |
| ----- | ----- | ----- | ----- | ----- | ----- | ----- | ----- | ----- | ----- | ----- | ----- | ----- | ----- | ----- | ----- | ----- | ----- | ----- | ----- | ----- | ----- | ----- | ---- | ---- | ---- | ---- |
| 13034 | 63066 | 47616 | 34438 | 31480 | 30489 | 30314 | 31586 | 32562 | 26373 | 28477 | 27051 | 28193 | 25892 | 24988 | 26725 | 16446 | 17640 | 17027 | 18753 | 17185 | 15700 | 14226 |      |      |      |      |

| 1998 | 1999  | 2000  | 2001  | 2002  | 2003  | 2004  | 2005  | 2006  | 2007  | 2008  | 2009  | 2010  | 2011  | 2012  | 2013  | 2014  | 2015  | 2016  | 2017 | 2018 | 2019 | 2020 | 2021 | 2022 | 2023 | 2024 |
| ---- | ----- | ----- | ----- | ----- | ----- | ----- | ----- | ----- | ----- | ----- | ----- | ----- | ----- | ----- | ----- | ----- | ----- | ----- | ---- | ---- | ---- | ---- | ---- | ---- | ---- | ---- |
| 8911 | 22241 | 19170 | 21773 | 22089 | 20249 | 19355 | 18200 | 18339 | 16839 | 15622 | 13906 | 13171 | 12583 | 12490 | 13261 | 11444 | 11459 | 10881 | 9803 | 9097 | 8395 | 7852 |      |      |      |      |